# Muscia
Muscia is een monotypisch geslacht van schimmels uit de familie Pyronemataceae. Het bevat alleen Muscia catharineae.